# Condado de Villaoquina
El condado de Villaoquina es un título nobiliario español creado por Real Despacho el 5 de marzo de 1705 por el rey Felipe V a favor de Gaspar Quintana Dueñas y Arriaga, oidor de la Real Chancillería de Valladolid, hijo de Francisco Quintana Dueñas y Alonso, oidor de la Real Chancillería de Sevilla y de Francisca Arriaga y Zuazo.
Este título fue rehabilitado en 1891 por el rey Alfonso XIII a favor de José María Salabert e Irigoyen.

## Condes de Villaoquina
|                               | Titular                                                | Periodo               |
| Creación por Felipe V         | Creación por Felipe V                                  | Creación por Felipe V |
| ----------------------------- | ------------------------------------------------------ | --------------------- |
| I                             | Gaspar Quintana Dueñas y Arriaga                       | 1705-1712             |
| II                            | Bernardo Quintana Dueñas y Otalora                     | 1712-1724             |
| III                           | Ernesto Quintana Dueñas y Otalora                      | 1724-1752             |
| IV                            | María de Quintana Dueñas y Fulzo                       | 1752-1802             |
| .                             | .                                                      |                       |
| .                             | .                                                      |                       |
| Rehabilitado por Alfonso XIII |                                                        |                       |
| VIII                          | José María Salabert e Irigoyen                         | 1891-1900             |
| IX                            | María de las Mercedes Salabert y Martínez de Bartolomé | 1900-1957             |
| X                             | Margarita de Martos y de Salabert                      | 1959-1978             |
| XI                            | Jaime de Zuzuarregui y Martos                          | 1978-1985             |
| XII                           | Juan Carlos de Zuzuarregui y Bergaza                   | 1985-2004             |
| XIII                          | Iñaki Zuzuarregui Benavent                             | 2005-actual titular   |

## Historia de los condes de Villaoquina
- Gaspar Quintana Dueñas y Arriaga (1648-1712), I conde de Villaoquina.

1. Casó con Josefa Dionisia Otalora y Castejón. Le sucedió su hijo:

- Bernardo Quintana Dueñas y Otalora (1694-1724), II conde de Villaoquina. Le sucedió su hermano:

- Ernesto Quintana Dueñas y Otalora (f. en 1752), III conde de Villaoquina.

1. Casó con Luisa Fulzo y Trebusteo. Le sucedió su hija:

- María de Quintana Dueñas y Fulzo (f. en 1802), IV condesa de Villaoquina.

1. Casó con Miguel de Salabert y Rodríguez de los Ríos.

Rehabilitado en 1891 por:
- José María Salabert e Irigoyen, VIII conde de Villaoquina.

1. Casó con Catalina de Isidro Pérez Grande. Fueron padres de:

-Emilio Salabert Isidro, que casó con Eloísa Martínez de Bartolomé, cuya hija fue:
- María de las Mercedes Salabert y Martínez de Bartolomé (f. en 1957), IX condesa de Villaoquina, V marquesa de la Floresta de Trifontane, condesa de San Rafael. Le sucedió la hija de Amelia Salabert Isidro (hija del VIII conde) que había casado con Federico de Martos García, por tanto su prima hermana:

- Margarita de Martos y de Salabert (f. en 1981), X condesa de Villaoquina.

1. Casó con José de Zuzuarregui Romero. Le sucedió su hijo:

- Jaime de Zuzuarregui y Martos, XI conde de Villaoquina.

1. Casó con María del Carmen Bergasa y Sáinz de Vicuña. Le sucedió su hijo:

- Juan Carlos de Zuzuarregui y Bergasa, XII conde de Villaoquina

1. Casó con Rafaela María Benavent y Juan. Le sucedió su hijo:

- Iñaki Zuzuarregui Benavent, XIII conde de Villaoquina.